# Семен Богаченко
Семен Богаченко (*до 1630 — †після 1672) — український державний та військовий діяч, представник козацької старшини. Генеральний суддя Правобережної України (1667–1668) в уряді Гетьмана Петра Дорошенка. Дипломат.

## Життєпис
Походив з чигиринської козацької родини Богаченків, учасників національної революції 1648–1676 років. Про молоді роки мало відомостей. Наприкінці 1665 — на початку 1666 років обіймав посаду генерального судді в уряді гетьмана Петра Дорошенка. Восени 1667 року брав участь у західному поході українського війська і поставив свій підпис під Підгаєцькою угодою між Україною й Річчю Посполитою 1667 року.
У квітні 1668 року Семен Богаченко виїздив на Запорозьку Січ, щоб заручитися підтримкою запорожців і домогтися звільнення з полону захоплених ними татар. Противник протекторату Туреччини, який у березні 1669 року у Корсуні (нині м. Корсунь-Шевченківський) прийняла генеральна військова рада разом з Петром Дорошенком, тому й перейшов на бік гетьмана Михайла Ханенка.
В 1670 р. очолив посольство гетьмана Михайла Ханенка, яке уклало Острозьку угоду з Річчю Посполитою, що передбачала ліквідацію державних інституцій Правобережної України.
Повертаючись із Варшави на Запоріжжя з корогвами й литаврами для гетьмана Михайла Ханенка у січні 1671 року, затриманий Дем'яном Многогрішним. Після звільнення прибув до Ханенка. Подальша доля невідома.